# 孫子兵法 (テレビドラマ)
『孫子兵法』（そんしへいほう 原題：兵聖）は、中国の歴史テレビドラマ。全41話。製作総指揮は張紀中。

## 概要
中国春秋時代の兵法書『孫子』を著したとされる思想家孫武の半生、紀元前500年頃の群雄割拠の時代を描いた物語。
中国では2009年12月から常徳市にて放送された。
日本ではBS日テレにて、2011年10月17日から2012年3月5日まで、月曜日および火曜日の週2回、18時00分 – 19分00分（アジアドラマチックTV枠）放送。また、2011年12月からはSo-netのアジアドラマチックTVでも火曜日と木曜日にそれぞれ2回（計週4回）配信を開始。
日本向けソフトウェアにおける英語題は「SAINT WITH HIS THE ART OF WAR」または「THE ULTIMATE MASTER OF WAR」とされる。

## 登場人物・出演者
| 登場人物（役名） | 出演者                         | 日本語吹き替え（声優） |
| ---------------- | ------------------------------ | ---------------------- |
| 孫武             | 朱亜文（チュウ・ヤーウェン）   | 川島得愛               |
| 高紫蘇           | 胡静（フー・ジン）             | 井上喜久子             |
| 国無咎           | 李泰（リー・タイ）             | 鈴木正和               |
| 田穣苴           | 劉培清                         | 石塚運昇               |
| 孫書             | 江華林                         | 緒方賢一               |
| 景公             |                                | 島香裕                 |
| 晏嬰             | 午馬（ウー・マ）               | 後藤哲夫               |
| 孫憑             | 楊念生                         | 仲野裕                 |
| 田乞             | 陳長海                         | 浦山迅                 |
| 国范             | 白建才                         | 佐々木睦               |
| 国莫離           | 何琢言（ハー・ジュオイェン）   | 永田亮子               |
| 宗北             | 陳凱                           | 青山穣                 |
| 高鷙             | 任保龍                         | 齋藤龍吾               |
| 高厥             | 侯京健                         | 落合佑介               |
| 黥豺             | 韓東                           | 西村太佑               |
| 右軍軍長         |                                | こねり翔               |
| 費無極           | 侯越秋                         | こねり翔               |
| 伍子胥           | 趙毅（チャオ・イー）           | 咲野俊介               |
| 闔閭             | 塗們（トゥメン）               | 福田信昭               |
| 夫差             | 張頌文（チャン・ソンウェン）   | 白熊寛嗣               |
| 伯嚭             | 林鵬                           | 遠藤純一               |
| 恩伯             | 陳継銘                         | 志賀麻登佳             |
| 孟嬴             |                                | 水原薫                 |
| 翟芊             | 許還幻（シュイ・ファンフェイ） | 水原薫                 |
| 邑女             | 呉婷                           | 弓場沙織               |
| 勾践             | 趙浜                           | 内田夕夜               |
| 范蠡             | 張暁瀟                         | 加藤将之               |
| 文種             | 曹鵬                           | 谷昌樹                 |
| 楚昭王           | 李澤鋒（リー・ザーフォン）     | 武藤正史               |
| 申包胥           | 譚非翎                         | 仲野裕                 |
| 夫概             | 王建国                         | 斎藤志郎               |
| 終累             | 楊佳音                         | 後藤ヒロキ             |
| 嚢瓦             | 趙強                           | 坂東尚樹               |
| 国泰             |                                | 中上育実               |
| 呉王僚           | 王衛国                         | 北川勝博               |
| 沈尹戌           | 李中華                         | 木村雅史               |
| 費明             |                                | 星野充昭               |
| 虞夢             |                                | 有本欽隆               |
| 少康             | 楊洋                           | 家中宏                 |
| 祖盾             |                                | 多田野曜平             |

## スタッフ
- 総指揮：張紀中（ジャン・ジージョン）
- 製作：葛衛東（コー・ウエイドン）
- 監督：趙箭（チャオ・ジェン）、呉家駘（ウー・ジャータイ）、戚健（チー・ジェン）
- 脚本：高大庸（カオ・ダーヨン）、郎雪楓（ラン・シェーフォン）、康峰（カン・フォン）、馬帥（マー・ショアイ）、劉東岳（リュウ・ドンユエ）
- 美術監督：銭運選
- 武術指導：孫梦飛
- 制作：HUAYI BROTHERS MEDIA CORPORATION 2008（中華人民共和国）

## 主題歌
エンディングテーマ「攻心」
歌：湯子星（タン・ツーシン）
作詞 呉暁天（ウー・シャオティエン）
作曲 馬軍（マー・ジュン）
編曲 呉暁天（ウー・シャオティエン）
- 日本語読みでの曲名は「攻心（コン・シン）」。
- 歌詞は「戦わずして勝つ」「心を攻める」をテーマとした、『孫子』にちなんだものとなっている。

## サブタイトル
| 話数                  | サブタイトル   |
| --------------------- | -------------- |
| 第一集                | 天賦の才能     |
| 第二集                | 戦勝の確信     |
| 第三集                | 切なき想い     |
| 第四集                | 友情の力       |
| 第五集                | 勝手な道理     |
| 第六集                | 災いの火種     |
| 第七集                | 友から敵へ     |
| 第八集                | 生きる厳しさ   |
| 第九集                | 国王暗殺       |
| 第十集                | 兵法書の誕生   |
| 第十一集              | 卓越した用兵術 |
| 第十二集              | 栄誉の価値     |
| 第十三集              | 神のごとき采配 |
| 第十四集              | 呉と楚の猛将   |
| 第十五集              | 裏の裏         |
| 第十六集              | 非人道的な策   |
| 第十七集              | 背水の陣       |
| 第十八集              | 決死の闘志     |
| 第十九集              | 無戦開城       |
| 第二十集              | 楚王の玉座     |
| 第二十一集            | 偽りの平和     |
| 第二十二集            | 民衆の怒り     |
| 第二十三集            | 愚行の末       |
| 第二十四集            | 兄弟の謀反     |
| 第二十五集            | 兵法の奥義     |
| 第二十六集            | 決着の時       |
| 第二十七集            | 絶えぬ野望     |
| 第二十八集            | 水面下の争い   |
| 第二十九集            | 墜落への歩み   |
| 第三十集              | 伝説の刀匠     |
| 第三十一集            | 私欲の果て     |
| 第三十二集            | 国の大事       |
| 第三十三集            | 運命の出陣     |
| 第三十四集            | 呉王崩御       |
| 第三十五集            | 義侠心         |
| 第三十六集            | 絶世の雌雄剣   |
| 第三十七集            | 間者の正体     |
| 第三十八集            | 呉越の決戦     |
| 第三十九集            | 滅亡への序     |
| 第四十集              | 老いた英雄     |
| 第四十一集 （最終集） | 戦わずして勝つ |

## 情報元・参考文献
- BS日テレ (2011年10月). “中国ドラマ「孫子兵法」番組サイト”. BS日テレ.  日本テレビ. 2015年1月8日時点のオリジナルよりアーカイブ。2012年1月13日閲覧。
- So-net (2011年10月). “中国ドラマ「孫子兵法」”. アジアドラマチックTV. 2011年12月29日時点のオリジナルよりアーカイブ。2012年1月14日閲覧。